# Hidroelektrana na valove Aguçadoura
Hidroelektrana na valove Aguçadoura je prva komercijalna elektrana na valove, otvorena je 2008., kod Aguçadora Wave Parka, blizu Póvoa de Varzim u Portugalu. Koristila je 3 zglobna plutajuća prigušnika Pelamis P-750 i imala ukupno instaliranu snagu 2,25 MW. U studenom iste godine električni generatori su izvađeni iz mora, a u ožujku 2009. projekt je zaustavljen na neodređeno vrijeme. Druga faza projekta u kojoj je trebalo biti ugrađeno dodatnih 25 Pelamis P-750 strojeva i koja je trebala povećati snagu na 21 MW, je u pitanju zbog povlačenja nekih partnera s projekta.
Tri metalne „zmije“ duge oko 150 metara trebale su proizvoditi električnu struju za oko 5 000 osoba. Ali, bilo je tehničkih problema, tvrtka je ostala bez novca, postrojenje je u međuvremenu napušteno. Ipak, najveći svjetski privatni energetski koncern E.ON i dalje nade polaže u postrojenje Pelamis i već je razvio usavršeni model. U ljeto 2010. ugrađeno je na otocima Orkney ispred Škotske obale, gdje se isprobava.